# Телец (знак зодиака)
Теле́ц (лат. Taurus) — второй знак зодиака, соответствующий сектору эклиптики от 30° до 60°, считая от точки весеннего равноденствия, и созвездию Телец; постоянный знак тригона Земля.
В западной астрологии считается, что Солнце находится в знаке Тельца примерно с 21 апреля по 20 мая. Не следует путать знак Тельца с созвездием Тельца, в котором Солнце находится с 14 мая по 19 июня.
Знаком Тельца управляет Венера, здесь в экзальтации Луна, в изгнании Марс и Плутон, в падении Уран.

## Символ
Символ Тельца ♉ (может не отображаться в некоторых браузерах) в Юникоде находится под десятичным номером 9801 или шестнадцатеричным номером 2649. Базовый вариант U+2649: ♉; текстовый вариант с селектором VS15: ♉︎; эмодзи вариант с селектором VS16: ♉️. Может быть введён в HTML-код как &#9801; или &#x2649;.

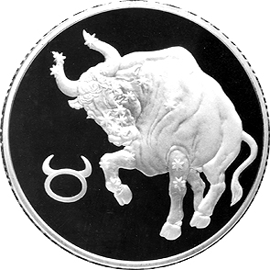
Российская монета «Телец»
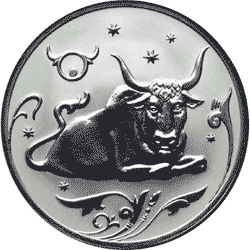
Российская монета «Телец»
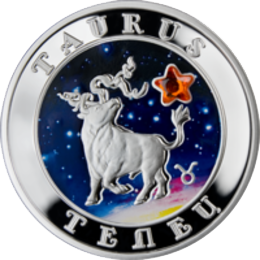
Армянская серебряная монета «Телец»
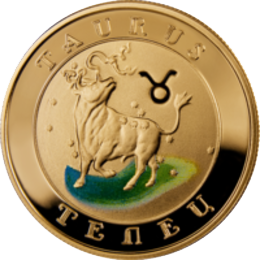
Армянская золотая монета «Телец»